# Черкашин, Виктор Иванович
Ви́ктор Ива́нович Черка́шин (22 февраля 1932, Красное, СССР) — советский разведчик, полковник Первого Главного управления (ПГУ) Комитета государственной безопасности СССР (внешняя разведка).
Наивысший оперативный успех Черкашина — вербовка в апреле 1985 года руководителя советского направления Центрального разведывательного управления США Олдрича Эймса — в августе 1986 года отмечен орденом Ленина.
В 2004 году в США вышла в свет скандально нашумевшая книга мемуаров Черкашина «Куратор шпионажа», презентацию которой в вашингтонском Музее шпионажа провёл сам автор.

## Карьера
Родился в семье секретаря сельсовета, позднее сотрудника НКВД Ивана Яковлевича Черкашина (1901–1979), мать – Анна Степановна  в замужестве Черкашина (1904–1989), колхозница, позднее домохозяйка. Выпускник МИИТа. Получил диплом инженера-путейца.
Поступил на работу в органы государственной безопасности в 1952 году — ещё при жизни Сталина. В том же году зачислен в ведомственный институт иностранных языков в Ленинграде. Там познакомился с Олегом Калугиным, с которым Черкашина связывали долгие годы дружбы. После окончания института служил в контрразведке КГБ СССР. Семь лет работал во Втором главном управлении КГБ, в отделе, специализировавшемся на противодействии британской разведке на территории СССР.
В 1962 году капитан Черкашин участвовал в разоблачении и поимке двойного агента, полковника военной разведки Олега Пеньковского — агента американской и британской разведок. После этого успеха был переведён в 14-й отдел, занимавшийся внешней контрразведкой (будущее Первое главное управление КГБ СССР). Там поднялся по служебной лестнице до заместителя начальника управления «К» (в составе Первого главка). С 1965 по 1970 год работал в Ливане, затем ещё в ряде стран. Кульминацией оперативной карьеры Черкашина стала длительная командировка в США.
С 1979 по 1987 год работал в советском посольстве в США, был заместителем резидента внешней разведки в Вашингтоне. Наиболее успешная операция Черкашина — вербовка Олдрича Эймса — руководителя контрразведывательного отделения отдела СССР и Восточной Европы Центрального разведывательного управления. При участии Черкашина был завербован и сотрудник аналитического отдела Федерального бюро расследований (ФБР) Роберт Ханссен. Оба они были «инициативниками» и сами вышли на Черкашина, причём Эймс лично явился в посольство, а Ханссен написал письмо с предложением своих услуг. Благодаря этим ценным приобретениям КГБ выявило 12 агентов американских спецслужб среди советских граждан, в том числе сотрудников госструктур, а также загранучреждений в США. Когда в 1994 и 2001 годах Эймс и Ханссен были раскрыты и пожизненно осуждены в США, Черкашин выразил уверенность, что американские спецслужбы не могли вычислить их самостоятельно, а с большой вероятностью агенты были выданы «предателем, сидящим в штаб-квартире СВР». Достоверные причины провала Эймса и Ханссена не выяснены. «Россия пока так и не поймала людей, выдавших самых ценных её агентов», — написал Черкашин в своих мемуарах.
В годы деятельности Черкашина резидентура ПГУ в США, которой руководил генерал КГБ Станислав Андреевич Андросов, состояла из сотрудников политической и научно-технической разведки. Офицеры политической группы занимались налаживанием контактов с политиками, общественными деятелями, журналистами, проникновением или получением доступа к информации американских спецслужб. Вели поиск источников информации в Государственном Департаменте, Конгрессе, других структурах, занимавшихся формированием политики США в отношении СССР. Вторая группа резидентуры состояла из сотрудников научно-технической разведки, они собирали секретную информацию о новейших видах американского вооружения и военной технике, добывали сведения о военно-космической программе США, о космическом корабле «Шаттл». Осуществлялся контроль за работой наружного наблюдения ФБР, наблюдательный пункт которого находился недалеко от посольства. С целью выявления шпионов (действующих и потенциальных) сотрудники внешней контрразведки вели и контроль поведения сотрудников советского посольства в Вашингтоне (их было более 100, а с семьями — несколько сот человек), однако, по словам Черкашина, этот контроль не носил тотального (всеобщего) характера.
Во время службы был в командировках в Ливане, Индии, Австралии, ФРГ, США.
В августе 1991 года, вскоре после провала путча ГКЧП, Черкашин уволился из Комитета госбезопасности СССР (куда в то время входила и внешняя разведка). Упоминалось, что причиной отставки были начавшиеся в 1987 году разногласия Черкашина с зампредом КГБ Владимиром Крючковым, затем ставшим главой ведомства. Согласно этим сведениям, Крючков из карьеристских мотивов отчёта перед руководством СССР настаивал на немедленных арестах выявленных по информации Эймса и других источников «кротов» в российских спецслужбах, — в то время как Черкашин считал необходимым продолжение оперативных комбинаций с поставкой через обнаруженных агентов высокопробной дезинформации американцам.

## После отставки
В 1994 году Черкашин участвовал в создании московского «Ист Бридж банка». Успеху бизнеса Черкашина способствовала его дружба со шведским бизнесменом Питером Вильхельмом, сделавшим состояние на экспорте радиоактивных изотопов. Затем этот банк оказался фигурантом расследования МВД РФ в связи с первым делом о незаконном вывозе капитала из России. Оставив банковское дело, Черкашин основал собственное частное охранное предприятие «Альфа-Пума».

## Мемуары
В конце декабря 2004 года в США опубликована книга мемуаров Черкашина «Куратор шпионажа» (англ. Spy Handler: Memoir of a KGB Officer). В январе 2005 года 72-летний Черкашин лично презентовал мемуары в вашингтонском Музее шпионажа, куда на мероприятие пригласил нескольких ветеранов ЦРУ и своего давнего друга Олега Калугина. Издание вызвало широкий резонанс в США. Разведчик написал текст в соавторстве с американским журналистом Грегори Фейфером (Gregory Feifer), ранее работавшим московским корреспондентом радиостанции «Свободная Европа».
В мемуарах Черкашин рассказывает о своём участии в поимке Олега Пеньковского, вызволении из британской тюрьмы Джорджа Блейка, вербовке Олдрича Эймса и Роберта Ханссена. В книге содержатся подробности оперативных комбинаций, которые Черкашин после возвращения из США в 1987 году разыгрывал с американскими спецслужбами с целью передачи дезинформации и защиты двойного шпиона. Черкашин представляет портрет Ханссена как агента, которым было легко руководить, продуктивного поставщика информации, действовавшего через сеть тайников таким «бесконтактным» способом, что шпиону и его куратору в советском посольстве не было необходимости встречаться лично. Ханссен настолько тщательно соблюдал конспирацию, что о его подлинном имени стало известно лишь после ареста в 2001 году. Эймс попал под подозрение в США из-за того, что выданные им «кроты» сразу были арестованы в СССР (а некоторые из них, подполковники КГБ Валерий Мартынов и Сергей Моторин — в 1987 году казнены), что вызвало необходимость дополнительных усилий КГБ, чтобы сбить ЦРУ со следа наводчика. В изложении Черкашина, благодаря изворотливости КГБ самонадеянная американская контрразведка, парализованная некомпетентностью возглавлявшего её Джеймса Энглтона, не смогла своевременно вычислить агентов Эймса и Ханссена, и они могли ещё долго работать. Описаны в книге и многие никогда ранее не освещавшиеся публично эпизоды оперативной деятельности Черкашина, впервые назван ряд имён сотрудничавших с ним лиц из числа граждан западных государств.
В январе 2005 года вокруг книги в Великобритании разразился шпионский скандал — в связи с делом советского чекиста-перебежчика Олега Гордиевского. Черкашин впервые утверждал, что офицера ПГУ КГБ Гордиевского, завербованного британской разведкой и затем перебежавшего в Англию, выдал не Эймс, как полагали ранее, а неназванный британский журналист, работавший в Вашингтоне. Западная пресса установила, что этот журналист — Клаудия Райт (Claudia Wright, сконч. 1991), уроженка Австралии, писавшая из Вашингтона в середине 1980-х годов для английского журнала New Statesman. В КГБ она имела оперативный псевдоним «Спутница».
Нашумевшие мемуары Черкашина первоначально были изданы только на английском языке; по информации Wall Street Journal, Черкашин воздержался от выпуска книги на русском языке из-за возможных проблем с российским законодательством о государственной тайне. По российской официальной версии, озвученной представителем СВР, воспоминания Черкашина опубликованы без согласования со Службой внешней разведки РФ, что является нарушением корпоративной этики, а возможно — и Уголовного кодекса РФ: «Любое неосторожное слово может привести к тяжким последствиям для проводимых внешней разведкой операций, а главное — для людей, которые доверили ей свою жизнь». Сам Черкашин возразил, что в своей книге не изменил ни государственным, ни корпоративным интересам. Пресса в России отмечала, что нет ясности, чья инициатива стоит за публикацией сенсационных мемуаров Черкашина, поскольку воспоминания ветеранов спецслужб всюду в мире часто используются в информационных войнах между разведками.
В 2008 году опубликован русскоязычный вариант мемуаров под названием «В поисках агента. Записки разведчика».

## Черкашин и Калугин
Черкашин никогда не скрывал своих прошедших через всю жизнь дружеских отношений с осуждённым в России заочно за госизмену и разжалованным генерал-майором КГБ Олегом Калугиным. Черкашин и Калугин знакомы ещё с юношеских лет, вместе учились. В августе 2015 года Черкашин в интервью газете «Завтра» характеризовал Калугина как эрудированного, незаурядного, активного и успешного оперативного работника, ставшего жертвой «подставы». Активные разоблачения Калугиным на демократических митингах в конце 1980-х — начале 1990-х годов «происков» КГБ, отъезд в 1995 году в США и предоставление американским спецслужбам сведений об агентах, завербованных советской разведкой (за что Калугин был осуждён в России по статье о государственной измене), — все эти события Черкашин связывает с обидой Калугина из-за неудавшейся в КГБ карьеры и «местью службе в целом». 
Вместе с тем Черкашин подчеркнул, что распространённая версия о том, что Калугин был давно завербован американцами, — не соответствует действительности. Когда у КГБ появились такие ценные источники в ЦРУ и ФБР как Олдрич Эймс и Роберт Ханссен, которые владели точной информацией, кто именно являлся агентом американских спецслужб, то дважды — в 1985 и 1992 годах их специально запрашивали о Калугине, и ответ оба раза был отрицательным. Поведение Калугина в США после 1995 года, где тот выдал советских агентов, а их приговорили к длительным срокам заключения, Черкашин объяснил особенностями американского законодательства и, в частности, порядком получения гражданства США. Так, запрашивая американское гражданство, по закону этого государства, каждый соискатель обязан абсолютно честно всё рассказать о своей прежней работе, чем бы он ни занимался. Если же человек, просящий убежище, что-то скрывает, то гражданства он не получит. Следуя этому закону, пояснил Черкашин, генерал-майор КГБ Калугин, запрашивая американское гражданство, «уже априори обязан был всё рассказать о своей службе в КГБ СССР, а он, естественно, мог рассказать очень много». 
Не оправдывая поступок Калугина, вместе с тем Черкашин напомнил, что на таких же условиях, как и Калугин, получили американское гражданство другие секретоносители, например, академик и вице-президент РАН Роальд Сагдеев, специализировавшийся на разработках ядерных ракет, который вступил в брак с внучкой президента Эйзенхауэра и переехал жить в США. На этих же условиях полной откровенности получил гражданство сын Хрущёва Сергей Никитич, работавший в ракетно-оборонной отрасли, хорошо осведомлённый о разработках советского военно-промышленного комплекса. На таких же условиях получили гражданство США ещё ряд упомянутых, но неназванных Черкашиным поимённо, бывших сотрудников КГБ. «И все они из этой же, что и Калугин, „серии предателей“, но о них не пишут, не говорят», — указал на двойные стандарты Черкашин.

## Награды
- За успехи в службе в 1986 году был награждён орденом Ленина[8][3].
- Орден Ленина[9]
- Нагрудный знак «Почетный сотрудник госбезопасности»

## Личная жизнь
Женился на сотруднице КГБ СССР Елене, от которой имеет двух детей — Алексея и Алёну.
Проживает в Москве, где после ухода на пенсию организовал частную службу безопасности. Вместе с женой принимал участие в программах телеканала Travel channel, написал мемуары.

## Акции
работал
- против ЦРУ и Интеллидженс сервис в: СССР, Австралии, Индии, Ливане.

Из США его отозвали в 1987 году из опасений случайного разглашения имён его высокопоставленных агентов.
Вербовки в Вашингтоне
- в 1980 году Рональд Пелтон — бывший сотрудник Агентства национальной безопасности
- в 1985 году Олдрич Эймс — сотрудник ЦРУ
- в 1985 году Роберт Ханссен — сотрудник ФБР

## Книги
- Victor Cherkashin. Spy Handler : Memoir of a KGB Officer. The True Story of the Man Who Recruited Robert Hanssen and Aldrich Ames. — New York : Basic Books, 2005. ISBN 142236724X
- Черкашин В. И., Файфер Г. В поисках агента. Записки разведчика. — М.: Международные отношения, 2008. — 320 с. — 3000 экз. — ISBN 978-5-7133-1314-2